# Kirchberg am Wechsel
Kirchberg am Wechsel è un comune austriaco di 2 437 abitanti nel distretto di Neunkirchen, in Bassa Austria; ha lo status di comune mercato (Marktgemeinde).

## Monumenti e luoghi d'interesse
- Castello di Kranichberg, nella villaggio di Kranichberg